# Distretti del Gambia
I distretti del Gambia sono la suddivisione territoriale di secondo livello del Paese, dopo le divisioni e la città di Banjul, e sono pari a 37. Le divisioni hanno assunto il nome di regioni dal 2007.

## Banjul
- Banjul
- Kanifing

## Divisione del Central River
- Fulladu West
- Janjanbureh
- Lower Saloum
- Niamina Dankunku
- Niamina East
- Niamina West
- Niani
- Nianija
- Sami
- Upper Saloum

## Divisione del Lower River
- Jarra Central
- Jarra East
- Jarra West
- Kiang Central
- Kiang East
- Kiang West

## Divisione del North Bank
- Central Baddibu
- Jokadu
- Lower Baddibu
- Lower Niumi
- Upper Baddibu
- Upper Niumi

## Divisione dell'Upper River
- Fulladu East
- Kantora
- Sandu
- Wuli

## Divisione della West Coast
- Foni Bintang-Karenai
- Foni Bondali
- Foni Brefet
- Foni Jarrol
- Foni Kansala
- Kombo Central
- Kombo East
- Kombo North/Saint Mary
- Kombo South